# Cornhill-on-Tweed
Cornhill-on-Tweed – wieś i civil parish w Anglii, w hrabstwie Northumberland. Leży 84 km na północny zachód od miasta Newcastle upon Tyne i 480 km na północ od Londynu. W 2011 roku civil parish liczyła 347 mieszkańców.